# João Francisco Garcia
João Francisco Garcia foi um tenente de artilharia português e explorador do continente africano.
Em 1841, viajou entre Moçâmedes e Caconda.